# 올덤 애슬레틱 AFC

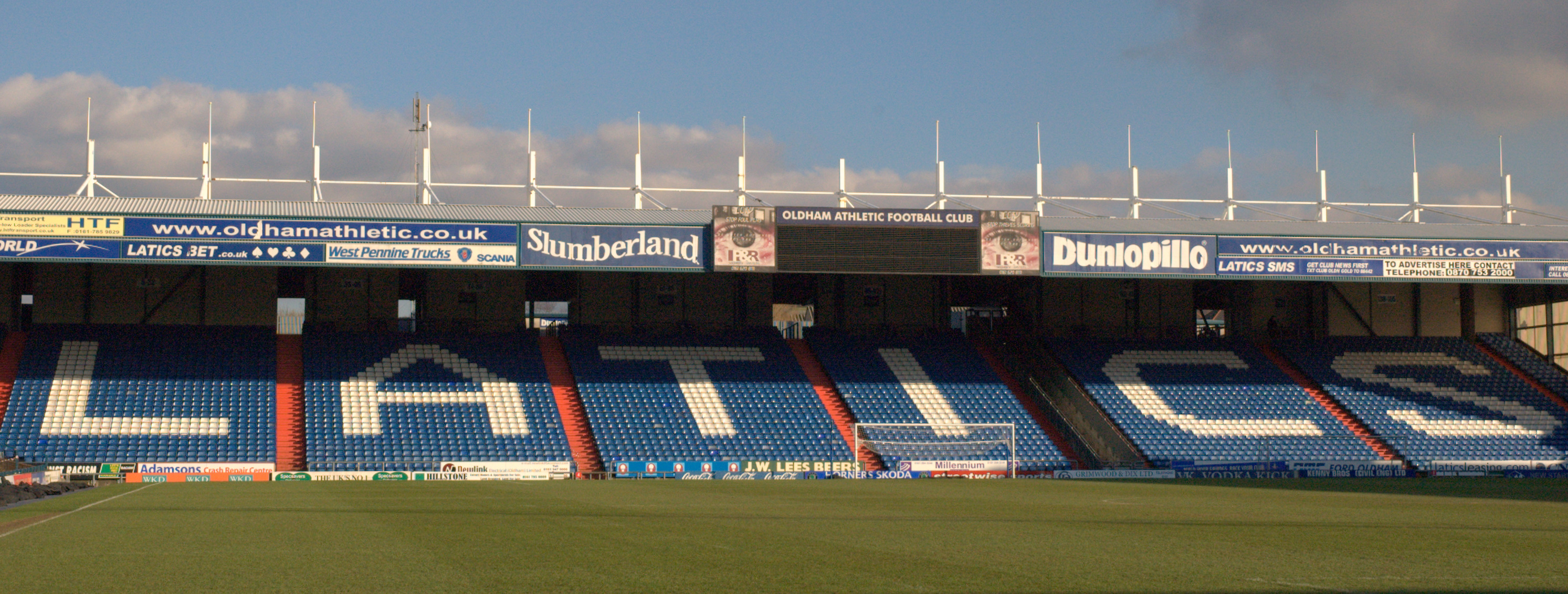

올덤 애슬레틱 AFC(Oldham Athletic A.F.C.)는 잉글랜드 그레이터맨체스터주 올덤을 연고로 하는 축구 클럽으로, 바운더리 파크를 홈 구장으로 한다.

## 선수 명단

### 현역
참고: FIFA 자격 규정에 따라 소속된 국가대표팀 국기를 표시합니다. 선수는 복수의 FIFA 비회원국 국적을 가지고 있을 수 있습니다.
| 번호 | 포지션 | 국적   | 이름          |
| ---- | ------ | ------ | ------------- |
| 2    | DF     |        | 레이건 오글   |
| 9    | FW     | 카메룬 | 마이크 폰도프 |
| 13   | GK     | 웨일스 | 제이크 데니스 |

| 번호 | 포지션 | 국적     | 이름          |
| ---- | ------ | -------- | ------------- |
| 27   | MF     | 웨일스   | 올리 하몬드   |
| 28   | MF     | 웨일스   | 비말 요가나탄 |
| 33   | MF     | 파키스탄 | 오티스 칸     |

## 역대 감독
| 감독      | 임기        |
| --------- | ----------- |
| 조 로일   | 1982 ~ 1994 |
| 닐 워녹   | 1997 ~ 1998 |
| 조 로일   | 2009        |
| 해리 큐얼 | 2020 ~ 2021 |

## 성적
- 풋볼 리그 1부 리그 준우승 1회 (1914-15)
- 풋볼 리그 2부 리그 우승 1회 (1990-91)
- 풋볼 리그 3부 리그 우승 1회 (1973–74)
- 풋볼 리그 3부 북부 리그 우승 1회 (1952–53)
- 풋볼 리그 4부 리그 준우승 1회 (1962–63)
- 풋볼 리그 컵 준우승 1회 (1989–90)